# Prüfrelais 55
Das Prüfrelais 55 ist ein steckbares Relais aus der EMD-Technik. Es besteht aus zwei unabhängigen Relais-Systemen.

## Aufgabe
Beim Verbindungsaufbau in der EMD-Technik prüften die Wähler mit hoher Geschwindigkeit über eine Vielzahl von Kontaktlamellen und mussten beim Erreichen eines freien Verbindungsweges sehr schnell auf der betreffenden Kontaktlamelle stehen bleiben. Die Freiwahldrehzahl eines EMD-Wählers war beim Suchlauf mit 140 Schritten pro Sekunde sehr hoch, der Wähler benötigte für den Weg von einem zum nächsten Kontakt nur etwa 7 ms. Ein normales Flachrelais der EMD-Technik hätte den Wähler nicht rechtzeitig stoppen können. Es war ein schnell schaltendes Relais erforderlich, das den Wähler sicher stillsetzen kann. Daher wurde in der EMD-Technik das spezialisierte Prüfrelais 55 verwendet, das durch seine Konstruktion eine entsprechend kurze Ansprechzeit hatte. Das Relais muss so schnell ansprechen, dass beim Stillsetzen des Wählers die Prüfarme während des Ausschwingens (Pendelbewegung) die Kontaktlamellen am Kontaktvielfach nicht verlassen.

## Aufbau
Beim Prüfrelais 55 waren zwei Relais unter einer Schutzkappe vereinigt, und zwar das eigentliche Prüfrelais (Abk. P) und ein Prüfhilfsrelais (Abk. Ph). Das P-Relais war ein kleines Rundrelais und setzte mit seiner Ansprechzeit von unter 1 ms den EMD-Wähler sofort still, indem es die Motorwicklungen (M1 und M2) des EMD-Wählers parallel schaltete. Das Bild rechts unten zeigt die Kontakte des kleinen schnellen Prüfrelais.
Gleichzeitig mit dem Stillsetzen des Wählers wurde das größere Ph-Relais durch einen Kontakt des schnellen P-Relais eingeschaltet, welches die Aufgabe hatte weitere Stromkreise zu schalten. Das Ph-Relais konnte eine größere Anzahl von Kontakten betätigen. Die Wicklungen des Prüfhilfsrelais waren so dimensioniert, dass eine Doppelverbindung nicht möglich war. Der Anker des Prüfhilfsrelais trug eine kleine weiße Fahne, die bei abgefallenem Anker an eine weiße Fläche auf der gegenüberliegenden Seite anstieß. Bei angezogenem Anker bildete sich ein Luftspalt, der wie ein Schauzeichen den Zustand des Relais anzeigte. Durch diese Anzeige war eine einfache optische Belegungsanzeige für den Relaissatz vorhanden.
Das kompakte Doppelrelais (P und Ph) hatte einen 24-poligen Stecker und war schnell auswechselbar.
Jede einzelne Kontaktfeder des schnellen Prüfrelais konnte mittels zweier Kunststoffschrauben (im Bild schwarz) justiert werden. Diese Kunststoffschrauben wurden nach der Justage mit einem Sicherungslack versehen. Dadurch wurde verhindert, dass sich das Relais durch Erschütterungen selbst verstellte.

## Galerie

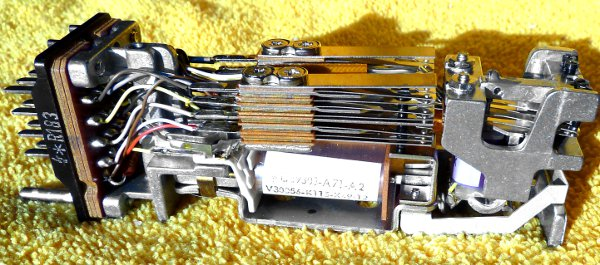
Prüfrelais 55 Seitenansicht: Links Steckverbindung, mittig Ph-Relais, rechts P-Relais
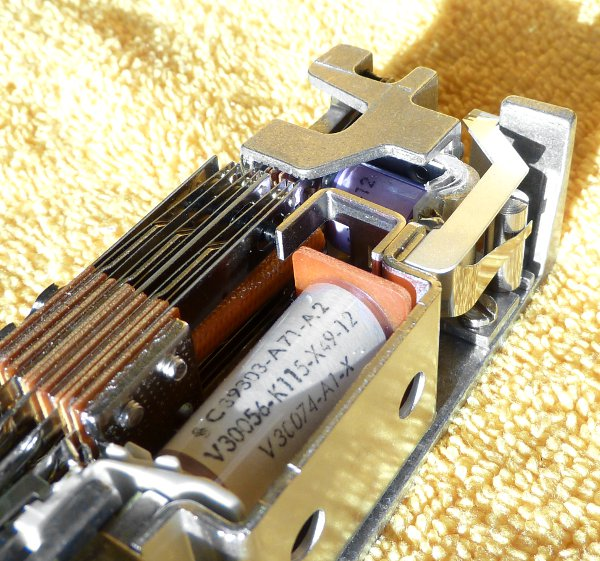
Prüfrelais 55: Im Vordergrund links Kontaktsatz des Ph-Relais, im Vordergrund rechts Spule des Ph-Relais
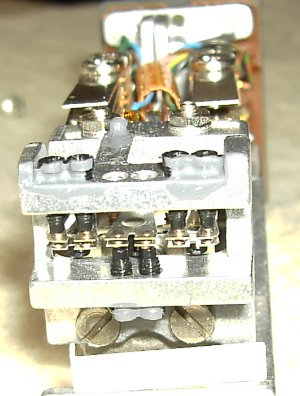
Prüfrelais 55: Einstellbare Kontakte des P-Relais